# Kineta (bướm nhảy)
Kineta là một chi bướm ngày thuộc họ Bướm nâu.